# Orsa (đô thị)
Đô thị Orsa (tiếng Thụy Điển: Orsa kommun) là một đô thị ở hạt Dalarna của Thụy Điển. Thủ phủ là thị xã Orsa. Dân số thời điểm 31 tháng 12 năm 2000 là 6986 người.